# 김부석
김부석(한국 한자: 金富汐, 1977년 4월 19일 ~ )은 대한민국의 전 축구 선수이며, 포지션은 골키퍼였다.